# إد غرين
إد غرين (بالإنجليزية: Ed Green)‏ هو لاعب كرة قاعدة أمريكي، ولد في يناير 1860 في ميلفيل، نيوجيرسي في الولايات المتحدة، وتوفي في 1 نوفمبر 1912 في فيلادلفيا في الولايات المتحدة.

## وصلات خارجية
- إد غرين على موقعبيزبول رفرنس.كوم (الدوري الرئيسي) (الإنجليزية)